# Erhao Luyan
Erhao Luyan (chinesisch 二号颅岩 ‚Schädelfelsen Nr. 2‘) ist ein 69 m hoher Felsvorsprung an der Ingrid-Christensen-Küste des ostantarktischen Prinzessin-Elisabeth-Lands. Er ragt südlich des Yihao Luyan als einer von vier isolierten Felsen auf der Ostseite der Halbinsel Stornes auf. Nach Süden schließen sich der Sanhao Luyan und der Sihao Luyan an.
Chinesische Wissenschaftler benannten ihn 1991 im Zuge von Vermessungs- und Kartierungsarbeiten.